# Boreosignum polynesiensis
Boreosignum polynesiensis là một loài chân đều trong họ Paramunnidae. Loài này được Müller miêu tả khoa học năm 1989.